# Tomaž Lavrič
Tomaž Lavrič (Ljubljana, 1964. november 10. –) szlovén illusztrátor, képregényalkotó.

## Életútja
A Ljubljanai Képzőművészeti Akadémián tanult festészetet. Főleg illusztrációkkal, politikai karikatúrákkal és képregényekkel foglalkozik. A Mladina magazin munkatársa. 2010-ben elsőként volt önálló kiállítása képregényművészként a Modern Művészeti Múzeumban. 2015-ben állami kitüntetést kapott munkásságáért Borut Pahor elnöktől. 2017-ben Prešeren díjjal (Prešernova nagrada) jutalmazták.
Magyarországon ismertséget 2019. tavaszán szerzett Orbán Viktorról készült karikatúrájával. A Mladina címlapján megjelent képen Orbán Viktort náci vezérként ábrázolja, miközben a helyi szélsőjobb vezérei (SDS) odadörgölőznek hozzá. Középen Milan Zver az SDS Európai Parlament képviselője látható, tőle jobbra Janez Janša, az SDS elnöke, aki Orbán jóbarátja. A háttérben a szlovén zászló magyar színekben jelenik meg, ami Szlovénia orbanizálódásának veszélyére figyelmeztet.
A karikatúra miatt Magyarország ljubljanai nagykövete, Szilágyiné Bátorfi Edit felháborodott olvasói levelet írt, majd diplomáciai levélben kérték a szlovén kormányt, hogy ilyenek a jövőben ne jelenhessenek meg. Lavrič ironikus bocsánatkérő levelet írt ezek hatására.

## Díjai
- Prešeren díj (2017, Prešernova nagrada)

## Kiadott képregényei

### Szlovénia
- Je, ben't (skupinski) (Tribuna, többekkel)
- Diareja 1, 2, 3 (1988–1989, Fabrika 13)
- Rdeči alarm (1996, Cult Comics)
- Ratman (1997, Cult Comics)
- Bosanske basni (1997, Cult Comics)
- Ekstremni športi (2001, Mladina)
- Diareja 1988–2002 (2002, Mladina)
- Slepo sonce (2004, Stripburger)
- Sokol in golobica (2008, Mladina)
- Ekstremni športi 1 (2009, Mladina)
- Ekstremni športi 2 (2009, Mladina)
- Novi časi (2010, Stripburger)
- Appoline (2010, Risar)
- Rdeči alarm (2010, Stripburger)
- Dekalog 4 (2011, Buch)
- Evropa (2014, Buch)
- Bosanske basni (2014, Buch)
- Lomm (2015, Buch)
- Tolpa mladega Ješue 1, Čarodej (2017, Buch)
- Ekstremni športi 3 (2017, Buch)
- Tolpa mladega Ješue 2, Zdravilec (2018, Buch)

### Külföld
- Fables de Bosnie (1999, Franciaország / Editions Glenat)
- La cavale de lézard (1999, Franciaország / Editions Glenat)
- Racconti Di Bosnia (2000, Olaszország / Magic Press)
- Temps nouveaux (2001, Franciaország / Editions Glenat)
- Le Décalogue – Le Serment (2001, Franciaország / Editions Glenat)
- Lomm – L'arbre des volants (2002, Franciaország / Vents D'Ouest)
- Le Décalogue – Le XIème Commandement (2003, Franciaország / Editions Glenat)
- Lomm – Les enfants des racines (2003, Franciaország / Vents D'Ouest)
- Europa Sans Frontiere / Evropa – Arrivées (2003, Franciaország / Editions Glenat)
- Lomm – La tribu des hommes purs (2004, Franciaország / Vents D'Ouest)
- Europa Sans Frontiere / Evropa – Circuit (2004, Franciaország / Editions Glenat)
- Ekstremni sportovi (2005, Horvátország / Mentor)
- Bosanske basne (2006, Horvátország / Fibra)
- Glista u bijegu (2008, Horvátország / Fibra)
- Europa (2009, Horvátország / Fibra)
- Nova vremena (2011, Szerbia / Omnibus)
- Crveni alarm (2012, Horvátország / Fibra)
- Yeshua (2018, Franciaország / Mosquito)

## Kiállításai

### Egyéni
- Tomaž lavrič – TBC, Železniki, 2001
- Diareja skozi čas / Diarrhgoea-then and now 1988–2003, Bežigrajska galerija, Ljubljana, 2003
- Diareja u Hrvata (Imamo Diareju!), Galerija Nova, Zágráb, Horvátország, 2003
- Izjave desetletja, Multimedialni center Kibla, Maribor, 2006
- Stripi / Comics, Moderna galerija, Ljubljana, 2010
- Diareja in druge tekoče zadeve, Vetrinjski dvorec, Maribor, 2011
- Evropa, Epeka, Maribor, 2015
- Čarobni jezik stripa / The magic language of comics, Cankarjev dom, Ljubljana, 2015–2016
- Črno-beli svet, Pritličje, Ljubljana, 2016
- Galerija Prešernovih nagrajencev, Kranj, 2017–2018

### Egyéb kiállítások külföldön
- 14. međunarodna izložba crteža – strip, crtež, Moderna galerija, Reka, Horvátország, 1998–1999
- Big Torino 2000, Torino, Olaszország, 2000
- 1h 59, Angouleme, Franciaország, 2000
- 100 naslovnic Mladine, Studentski kulturni centar, Belgrád, Szerbia, 2006
- Republika strip, Galerija Luka, Pula, Horvátország, 2006
- Slovenski strip v Osijeku, Eszék, Horvátország, 2013
- 100 let na Balkanu /100 Years in the Balkans. The Comic Strip Resistance, Belgian comic strip center – Museums Brussels, Brüsszel, Belgium, 2014
- Razstava slovenskega stripa, Brüsszel, Belgium, 2014
- Comixconnection. Izložba alternativnog stripa, Muzej savremene likovne umetnosti Vojvodine, Újvidék, Szerbia, 2015